# عادل‌جان همراه‌بکوف
عادل‌جان همراه‌بکوف (انگلیسی: Odiljon Hamrobekov؛ زادهٔ ۱۳ فوریهٔ ۱۹۹۶) بازیکن فوتبال اهل ازبکستان است که در پست هافبک دفاعی برای تراکتور در لیگ برتر خلیج فارس بازی می‌کند.
از باشگاه‌هایی که در آن بازی کرده است می‌توان به باشگاه فوتبال نسف قرشی اشاره کرد.
وی همچنین در تیم‌های ملی فوتبال زیر ۱۷سال، زیر ۱۹ سال، زیر ۲۳ سال و بزرگسالان ازبکستان بازی کرده است.